# Gewog di Silambi
Il gewog di Silambi è uno dei diciassette raggruppamenti di villaggi del distretto di Mongar, nella regione Orientale, in Bhutan.